# Dichorragia nesimachus
Dichorragia nesimachus — вид дневных бабочек из семейства нимфалид, распространённый на территории Юго-Восточной Азии.

## Описание
Крупные дневные бабочки. Длина переднего крыла самцов 32—33 мм, самок — 30—39 мм. Крылья сверху чёрного цвета с синеватым отливом и у самцов и у самок, тёмные с белыми пятнышками. В гениталиях самца саккус в 2 раза короче высоты гениталий. Вальвы на вершине округлены, равномерно изогнут, близ вершины с зубцами.
Бабочки встречаются широколиственных и лавровых лесах. Кормовое растения гусениц — род Meliosma.

## Ареал

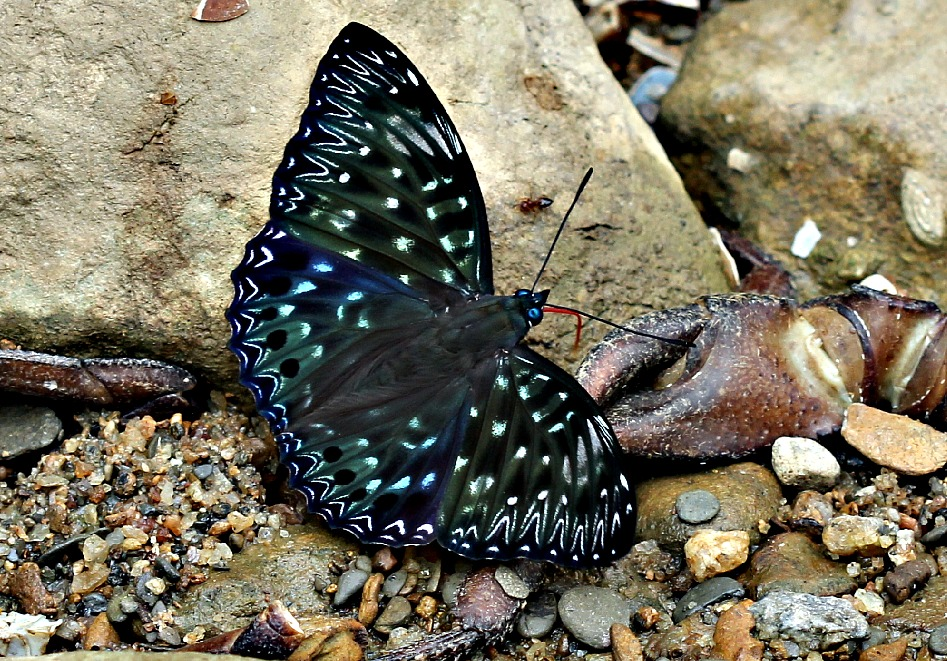

Япония, юг Корейского полуострова, Китай, Тайвань, Филиппины, Западная Индонезия, Мьянма, Индокитай, Гималаи.

## Подвиды
- D. n. nesimachus
- D. n. baliensis Shimagami, 1990
- D. n. deiokes Fruhstorfer, 1913
- D. n. derdas Fruhstorfer, 1903
- D. n. formosanus Fruhstorfer, 1909
- D. n. harpalycus Fruhstorfer, 1913
- D. n. machates Fruhstorfer, 1903
- D. n. leytensis Shimagami, 1990
- D. n. luzonensis Shimagami, 1990
- D. n. mannus Fruhstorfer, 1898
- D. n. nesiotes Fruhstorfer, 1903
- D. n. nesseus (Grose-Smith, 1893)
- D. n. niasicus Fruhstorfer, 1909
- D. n. peisandrus Fruhstorfer, 1913
- D. n. peisistratus Fruhstorfer, 1913
- D. n. pelurius Fruhstorfer, 1897
- D. n. tanahmasa Sato & Hanafusa, 1993